# Taiwanbaardvogel
De taiwanbaardvogel (Psilopogon nuchalis synoniem: Megalaima nuchalis) is een endemische baardvogel die alleen voorkomt op Taiwan. Voor het jaar 2000 werd de soort nog beschouwd als een ondersoort van de zwartbrauwbaardvogel.

## Kenmerken
De vogel is gemiddeld 21,5 cm lang en weegt 67 tot 123 g. Het is een overwegend groen gekleurde baardvogel met een rode vlek bij de snavel, een goudgeel voorhoofd en op de keel, van onder begrensd door een blauwe borstband, verder een rood vlekje op de borst. De vogel is zwart rond het oog, waarbij dat zwart geleidelijk overgaat in blauw en naar onder opgaat in de blauwe borstband. Onvolwassen vogels zijn doffer van kleur.

## Verspreiding en leefgebied
De vogel komt alleen voor op Taiwan in diverse typen bos. Gewoonlijk heeft de vogel een voorkeur voor montaan bos tussen de 300 en 2800 m boven zeeniveau.

## Status
De grootte van de wereldpopulatie werd in 2009 geschat op 10 tot 100 duizend broedparen. Over trends in de aantallen is niets bekend. De taiwanbaardvogel staat als niet bedreigd op de Rode Lijst van de IUCN.